# Гура-Кальварія
Гу́ра-Кальва́рія (пол. Góra Kalwaria) — місто в Польщі, входить в Мазовецьке воєводство, Пясечинський повіт. Має статус міської гміни. Площа 13,72 км² Населення 11 130 чоловік (на 2006 рік).

## Історія
Відоме як поселення з XIII століття, розташоване на річці Вісла.

## Демографія
Демографічна структура станом на 31 березня 2011 року:
|          | Загалом | Допрацездатний вік | Працездатний вік | Постпрацездатний вік |
| -------- | ------- | ------------------ | ---------------- | -------------------- |
| Чоловіки | 5491    | 1150               | 3772             | 569                  |
| Жінки    | 6097    | 1094               | 3586             | 1417                 |
| Разом    | 11588   | 2244               | 7358             | 1986                 |

## Відомі люди
- Вольф Мессінг (1899–1974) — естрадний актор.